# Muzeul de Artă din Constanța
Muzeul de Artă din Constanța este un muzeu județean din Constanța, amplasat în B-dul Tomis nr. 82 - 84. Înființat pe baza colecției de pictură și sculptură, provenită de la Pinacoteca primăriei orașului Constanța, muzeul s-a îmbogățit cu lucrări transferate de la Muzeul Național de Artă și prin achiziții și donații făcute de Marius Bunescu, Ion Jalea, Boris Caragea. 
Prima construcție, datată 1895, are elemente de decorație exterioară în stil neoclasic, fiind declarată monument istoric, cu codul CT-II-m-A-02852. Cealaltă, modernă, a fost ridicată între 1980 - 1982. 
În prima clădire, la parter, sunt puse în valoare lucrări de referință semnate de Theodor Aman, Nicolae Grigorescu, Ioan Andreescu, Ștefan Luchian. Expoziția de la parterul muzeului este completată cu opere semnate de mari sculptori ai aceleași epoci: Ioan Georgescu, Ștefan Ionescu Valbudea, Frederic Storck, Dimitrie Paciurea. La etajul I, simeza unei vaste Săli Pallady susține nu mai puțin de 35 de lucrări: naturi statice, nuduri și peisaje inspirate de malul mării la Constanța. Tot aici pot fi întâlnite portrete mici și compoziții semnate de Ion Jalea, Cornel Medrea și de alți sculptori. Etajul al II-lea prezintă amplu "Grupul celor 4", alcătuire de referință a artelor anilor 1924 - 1933: Nicolae Tonitza, Ștefan Dimitrescu, Francisc Șirato și sculptorul Oscar Han. În clădirea a doua se întâlnesc opere semnate de Camil Ressu, Sabin Popp, Ion Theodorescu Sion etc. În alte săli sunt prezenți Vasile Popescu, Dimitrie Ghiață, Ion Țuculescu, Lucian Grigorescu. Unele opere datorate lui Corneliu Mihăilescu, M. H. Maxy, Magdalena Rădulescu, Marcel Iancu fac legătura cu arta contemporană a lui Ion Musceleanu, Spiru Chintilă, Ion Pacea, Ion Sălișteanu.